# 卡姆揚卡 (奧赫特爾卡區)
50°24′56″N 35°4′17″E / 50.41556°N 35.07139°E
卡姆揚卡（烏克蘭語：Кам'янка），或以俄語譯為卡緬卡 (俄语：Камeнка)，是位於烏克蘭東北部的村莊，由蘇梅州奧赫特爾卡區的特羅斯佳內茨市鎮負責管轄。該村處於沃爾斯克拉河右岸，始建於1660年，海拔高度118米，2018年人口707。